# Transport des vélos en train

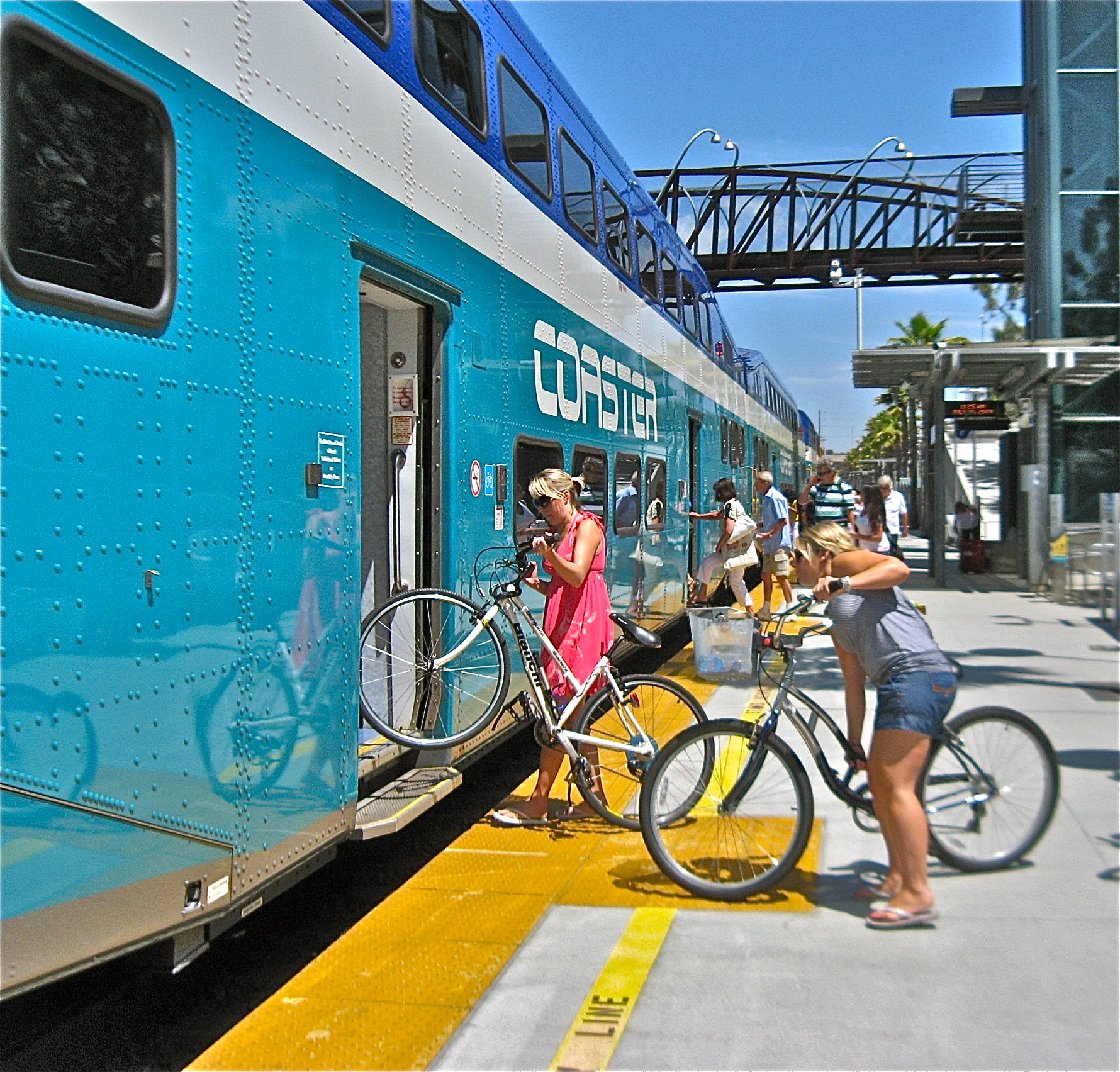
Train et vélo aux États-Unis

Le transport des vélos en train permet aux cyclistes de parcourir de longues distances sans revenir au point de départ.
Cette formule écologique, utile aux randonneurs et bénéfique au développement du tourisme, est très développée dans les pays d’Europe centrale, Allemagne, Suisse, Autriche, Pays-Bas etc.

## En France

### Histoire

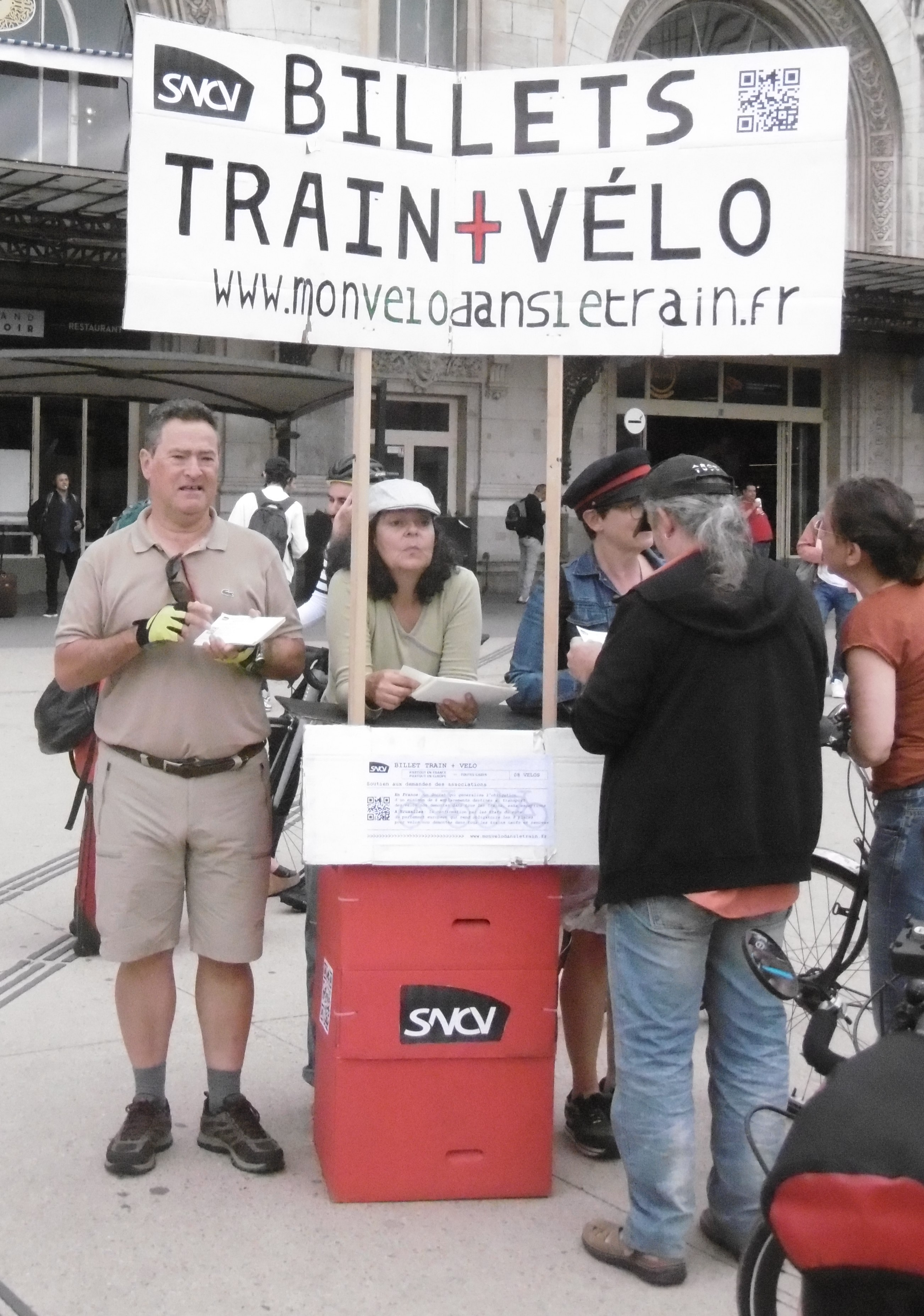
Manifestation du 4 juillet 2020 à Paris

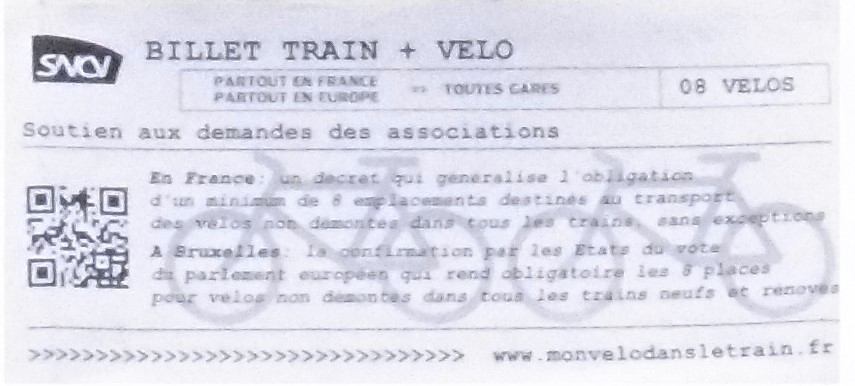
Billet symbolique « 8 places vélo dans chaque train » distribué lors de la manifestation des associations de cyclistes du 4 juillet 2020 devant la gare de Lyon à Paris

Le transport des vélos en train en bagage enregistré était un service universel très utilisé jusque vers 1960. Ce service avait cependant l'inconvénient d'un délai entre l'enregistrement à la gare de départ et l'arrivée, à partir de la suppression de fourgons à bagages dans certains trains à partir des années 1950 ce qui imposait une attente à la gare d'arrivée pouvant parfois atteindre jusqu'à 48 heures.
De plus, cette formule était devenue impraticable en banlieue parisienne dès les années 1960.
La taxe d'enregistrement modique jusque dans les années 1970 a ensuite fortement augmenté au cours des années 1980 s'accompagnant d'une dégradation du service qui a finalement disparu remplacé par le placement direct de la bicyclette par le voyageur avec ou sans réservation.
Cependant, cette possibilité souffre de restrictions sur les parcours à longue distance, particulièrement sur les relations internationales.
L’intervention des associations de cyclistes auprès des compagnies ferroviaires autour de 1900 puis auprès de la SNCF dans les années 1990 et 2000 a permis d’améliorer le service ou au moins de limiter sa dégradation.
À partir des années 2000, ces restrictions se sont progressivement étendues. Ainsi, de nombreux TGV ne sont plus ouverts au transport des vélos ainsi les TGV intersecteurs, les TGV Lyria, Thalys, ni en 2024 le TGV Nord.
À la suite des interventions associatives, la commission Transport du Parlement européen a voté le 9 octobre 2018 un amendement imposant la création au minimum de 8 places réservées aux vélos non démontés sur chaque rame neuve ou rénovée.
Les associations de cyclistes agissent pour que cette disposition soit transposée dans la législation française.
Des manifestations sont organisées dans ce sens.

### Réglementation

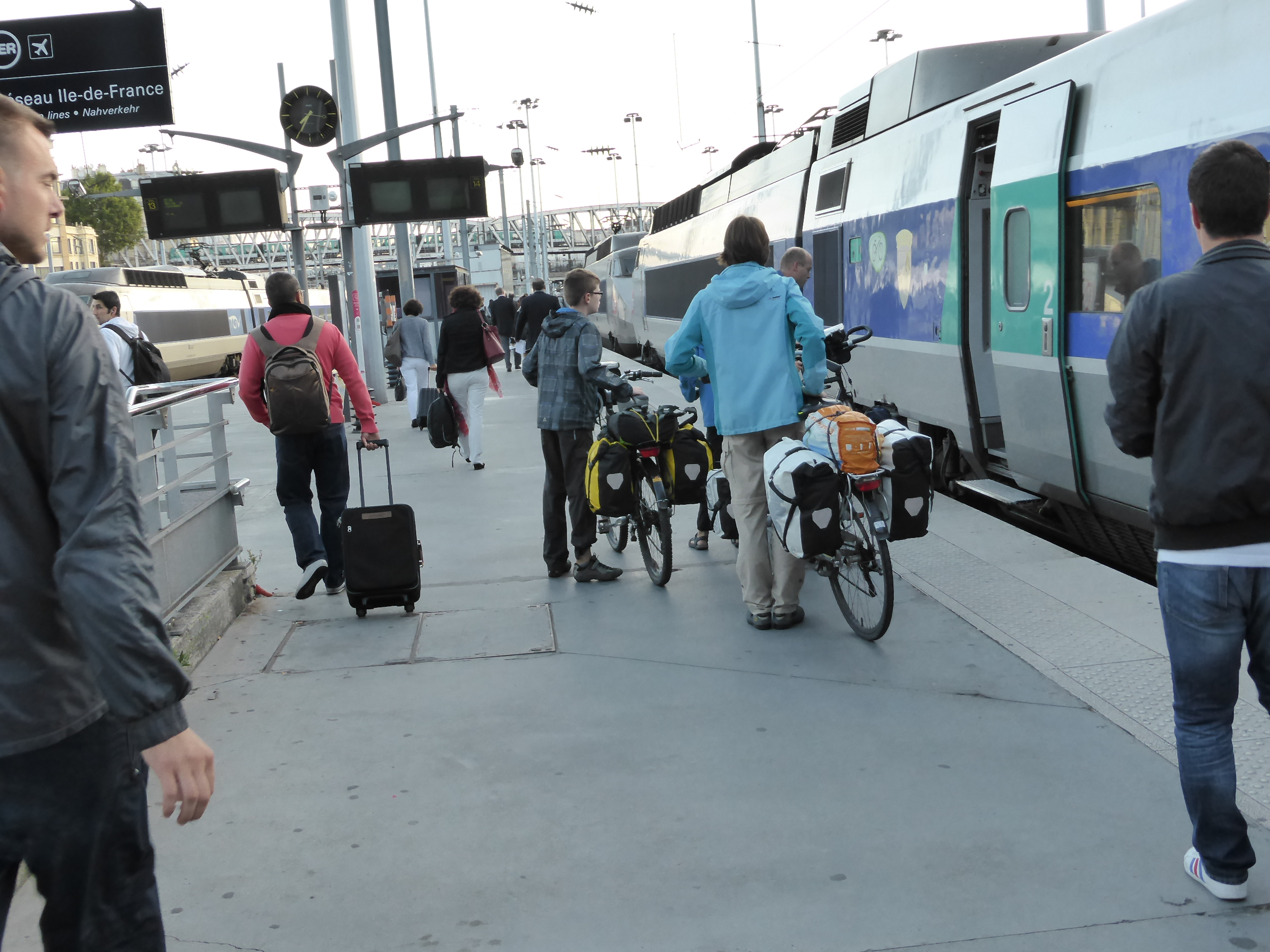
Cyclistes montant dans un TGV gare du Nord à Paris

Les vélos pliés sous housse étiquetée d’une dimension maximum de 120 cm sur 90 cm peuvent être transportés comme bagage à main sans supplément dans tous les trains. Cette formule ne peut convenir qu'aux vélos de course, non aux vélos de randonnée, VTC encore moins aux vélos de cyclocamping qui comportent des garde-boues et porte-sacoches non démontables.
Le transport des vélos non démontés est autorisé :
- Gratuitement dans les TER, sauf indication contraire (interdiction sur les TER 200 en Alsace de 6 h 30 à 9 h 30 et de 16 h à 18 h 30 en semaine), aux emplacements réservés dans la limite des places disponibles.

À partir des années 2020, pendant l'été la réservation est obligatoire, par exemple en Bretagne à partir de 2021  et les week-ends dans les pays de la Loire à partir d'au moins 2023 puis à l'été 2025 sur plusieurs lignes dans la région Centre-Val-de-Loire pour un coût additionnel de 1€ en 2025.
En 2024, plusieurs régions imposent une réservation de la place-vélo sur certaines relations ou en période d'affluence, avec ou sans supplément.
- Gratuitement dans les RER en Ile-de-France sauf aux heures de pointe en semaine (de 6 h 30 à 9 h 30 et de 16 h 30). En pratique, il faut éviter de transporter un vélo en cas de forte affluence pour ne pas gêner les usagers, dans le cas contraire, il n’y a pas de difficulté. Egalement dans les bus transiliens munis d’une soute à bagages.

- Dans les trains Intercités (lignes Paris-Clermont-Ferrand, Bordeaux-Marseille et Paris Brive-Toulouse) avec un supplément-réservation de 10 € acheté avec le billet.

- Dans les autres trains Intercités  avec un supplément-réservation de 5  € acheté avec le billet.

- Certains trains de nuit comportent également un espace accessible aux vélos non démontés sur réservation de 10 €.

- Dans les TGV comportant des emplacements dédiés avec supplément-réservation de 10 € (la plupart n’ayant que 2 ou 4 emplacements ceux-ci peuvent être complets en période de pointe pour les destinations touristiques).

Les réservations peuvent se faire avec l'achat du billet au guichet, par internet ou par automates dans les gares
- Les Thalys (Paris-Bruxelles-Amsterdam et Paris-Liège-Cologne) et Lyria acceptent gratuitement les vélos à condition qu'ils soient démontés et rangés dans une housse.

- Les Ouigo ne sont pas accessibles aux vélos.

- Jusqu'à nouvel ordre, les Eurostar n'acceptent pas les vélos.

### Service Interloire en été
Les trains Interloire Orléans – Tours – Nantes – Saint-Nazaire – Le Croisic (3 aller-et-retours par jour en semaine, 2 les samedis et dimanches) circulant sur une partie du grand itinéraire touristique La Loire à vélo comportent une voiture aménagée d’une capacité de 40 vélos avec personnel à bord pour aider au rangement accessible gratuitement sans réservation de la deuxième quinzaine de juin à la deuxième de septembre. Ce service est cofinancé par les régions Centre et Pays-de-Loire. Depuis la suppression des fourgons, il s’agit de la seule relation en France comportant une voiture aménagée à grande capacité.

### Restrictions des possibilités en 2018
Les TGV intersecteurs (qui desservent les gares de Massy-TGV, Marne-la-Vallée TGV et Roissy-TGV), les TGV Lyria (de Paris à la Suisse) qui 
transportaient les vélos non-démontés sur réservation jusqu’en 2017 ne sont plus accessibles depuis 2018. Cependant l'accès aux TGV-Est qui avait été supprimé est rétabli en 2020.
Ces restrictions limitent les possibilités de randonnée à de nombreux randonneurs cyclistes itinérants, (en hébergement hôtelier et gîtes, ou cyclo-campeurs) de Belgique, Pays-Bas, Allemagne, Suisse, Autriche, pays où la pratique du tourisme à vélo est très répandue et pour qui la France est une destination privilégiée ce qui suscite le mécontentement des usagers et des tours opérateurs concernés.
Les voyages vers l'Espagne et l'Italie sont également dissuasifs en l'absence de relations directes ouvertes aux transports des vélos non démontés.

### Agencement des matériels et des gares
L'accessibilité et la dimension des espaces vélos sont très divers.

#### Voitures Corail
Les voitures Corail anciennes ou rénovées sont confortables mais leur accès par porte étroite et marchepieds hauts est malcommode.
Certaines voitures Corail non rénovées comprennent un compartiment-vélo à placement horizontal, (compartiment-voyageurs dont les sièges ont été enlevés). Ces compartiments sont normalement signalés par un pictogramme vélo sur la vitre. Ces voitures sont comprises dans des rames assurant des services TER ou intercités sur des lignes relativement importantes, par exemple Paris-Amiens, Paris-Orléans, Paris-Maubeuge. La composition de ces rames étant aléatoire ce compartiment n’est pas toujours présent. De plus, ce pictogramme a parfois disparu. Ce matériel ancien est progressivement remplacé par des rames automotrices récentes.
Les extrémités de certaines voitures Corail non rénovées ont été munies de 2 crochets pour suspension verticale  notamment sur les lignes de Paris à la Normandie et Paris-Nevers mais d’autres en sont dépourvues. Dans ce cas, des cyclistes placent leur vélo en hauteur.

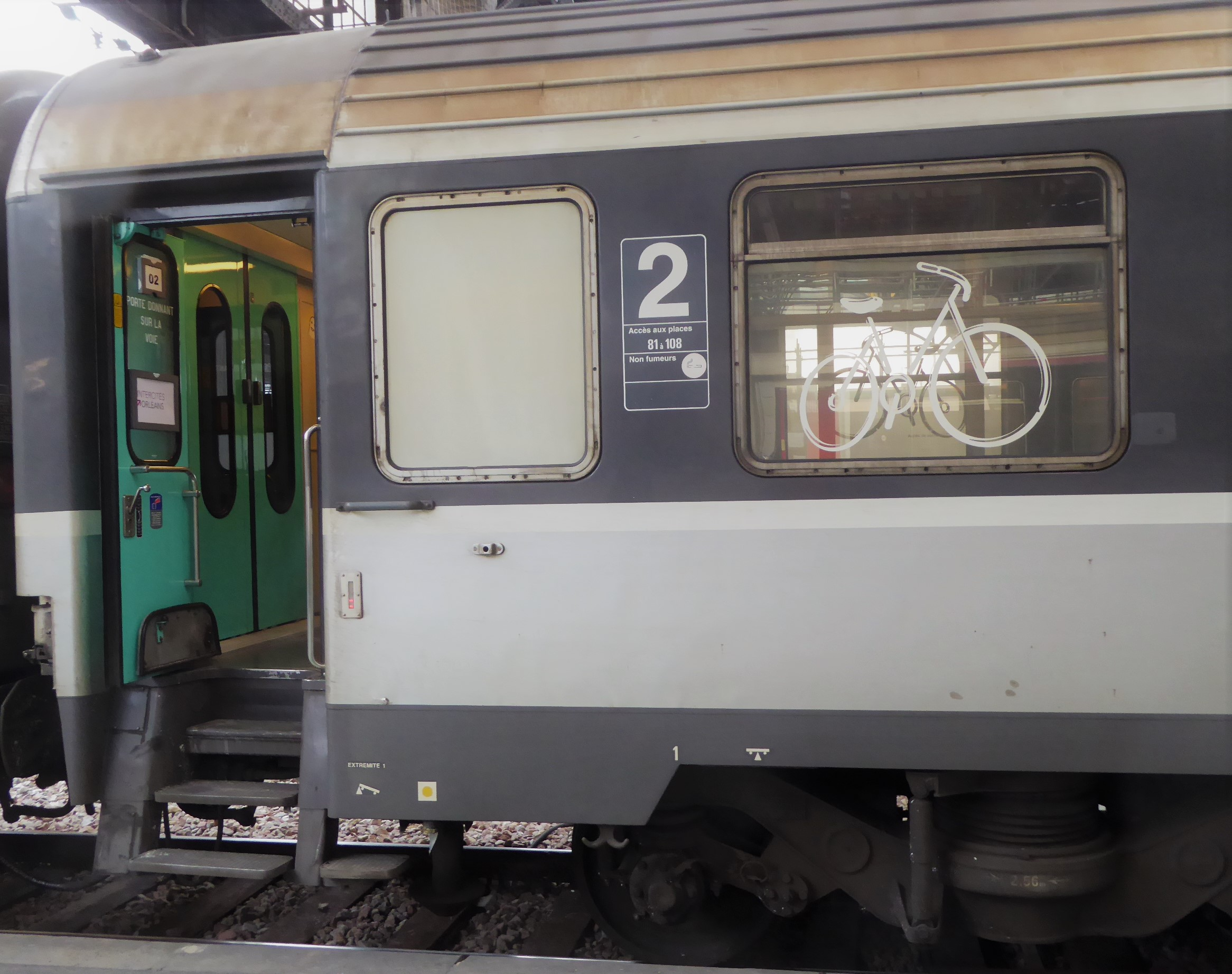
Compartiment vélo dans voiture Corail : extérieur
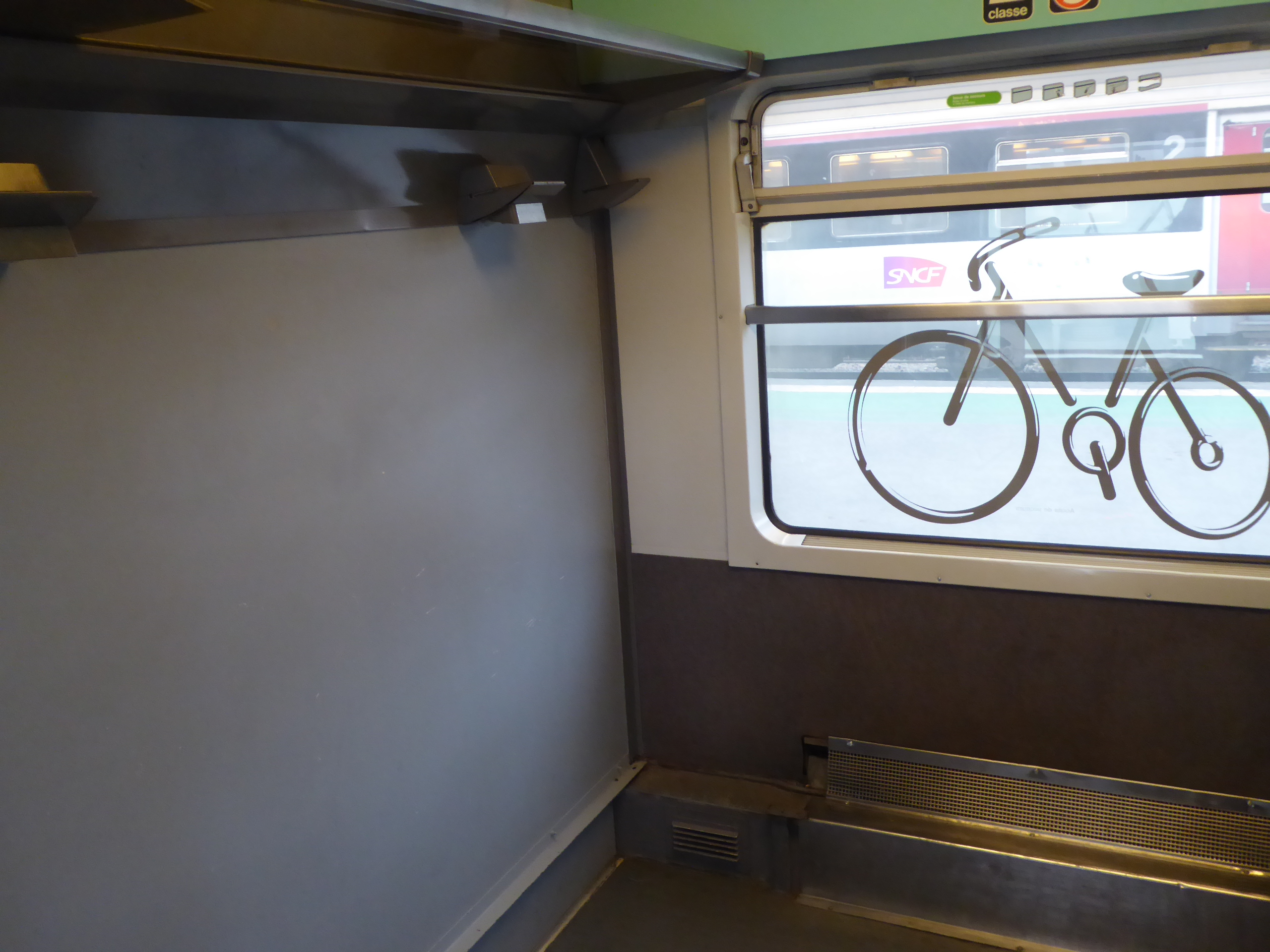
Intérieur compartiment vélo Corail
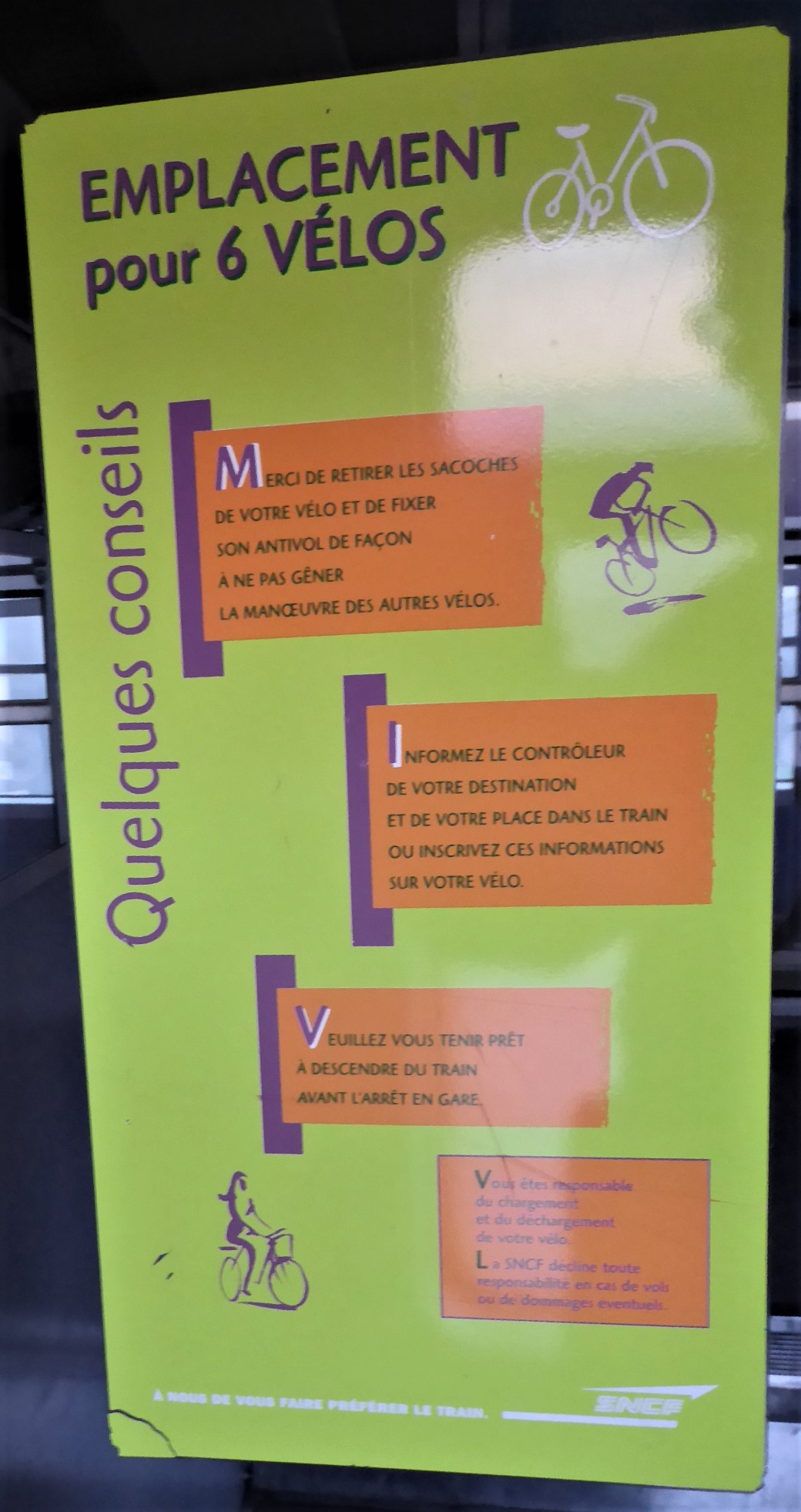
Inscription sur compartiment vélo dans voiture Corail
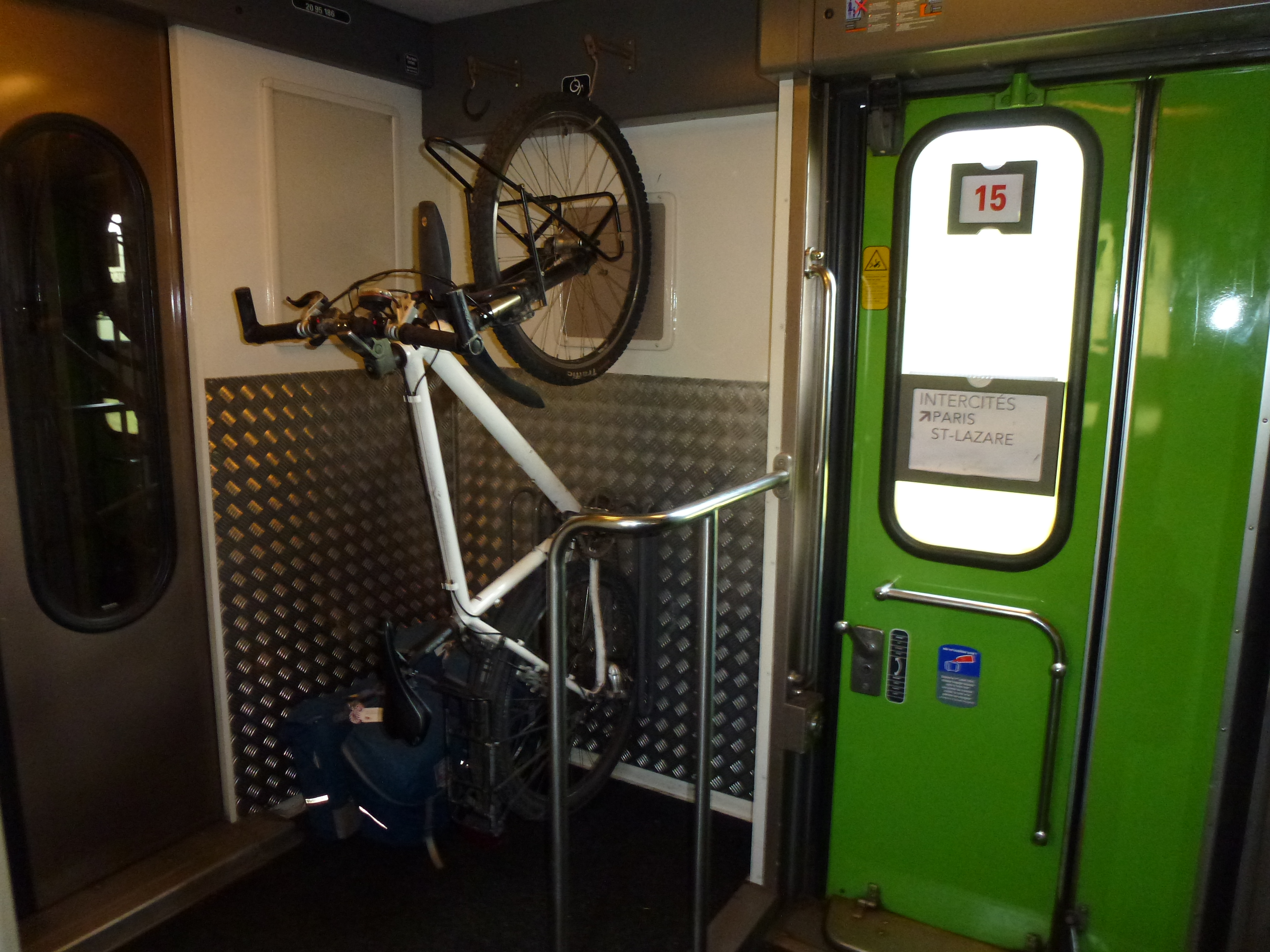
Places vélos Intercités Paris-Rouen
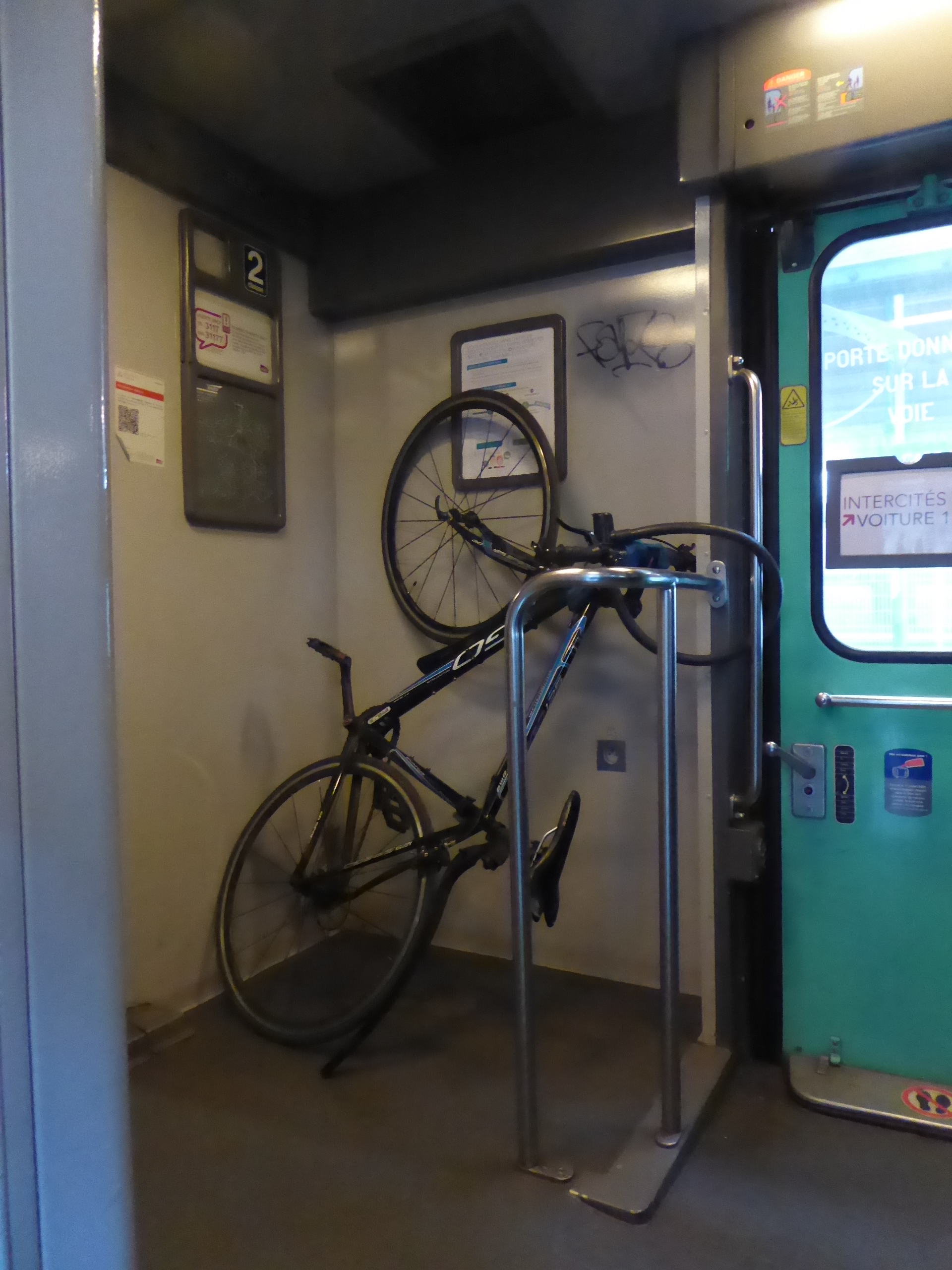
Vélo en hauteur dans train Corail

Les trains Corail ex-Teoz rénovés à réservation obligatoire circulant sur les lignes Paris-Clermont-Ferrand, Paris-Limoges-Brive-Toulouse et Bordeaux-Toulouse-Marseille comportent des espaces dédiés de 4 à 6 crochets mais l'accès par des portes étroites et des marches hautes est malcommode. Cet emplacement est situé en voiture 3 ou 10.
Des voitures Corail rénovées des lignes TER Bourgogne-Franche Comté et Rhône-Alpes-Auvergne Paris-Bercy-Lyon et Lyon-Marseille comprennent un espace vélos à 6 crochets dans la voiture-pilote avec un accès plus commode que ceux des autres matériels Corail.
Des rames Corail rénovées avec un espace vélo avec 4 crochets  circulent sur les lignes TER Pais-Tours et Paris-Chartres-Le Mans de la région Centre.

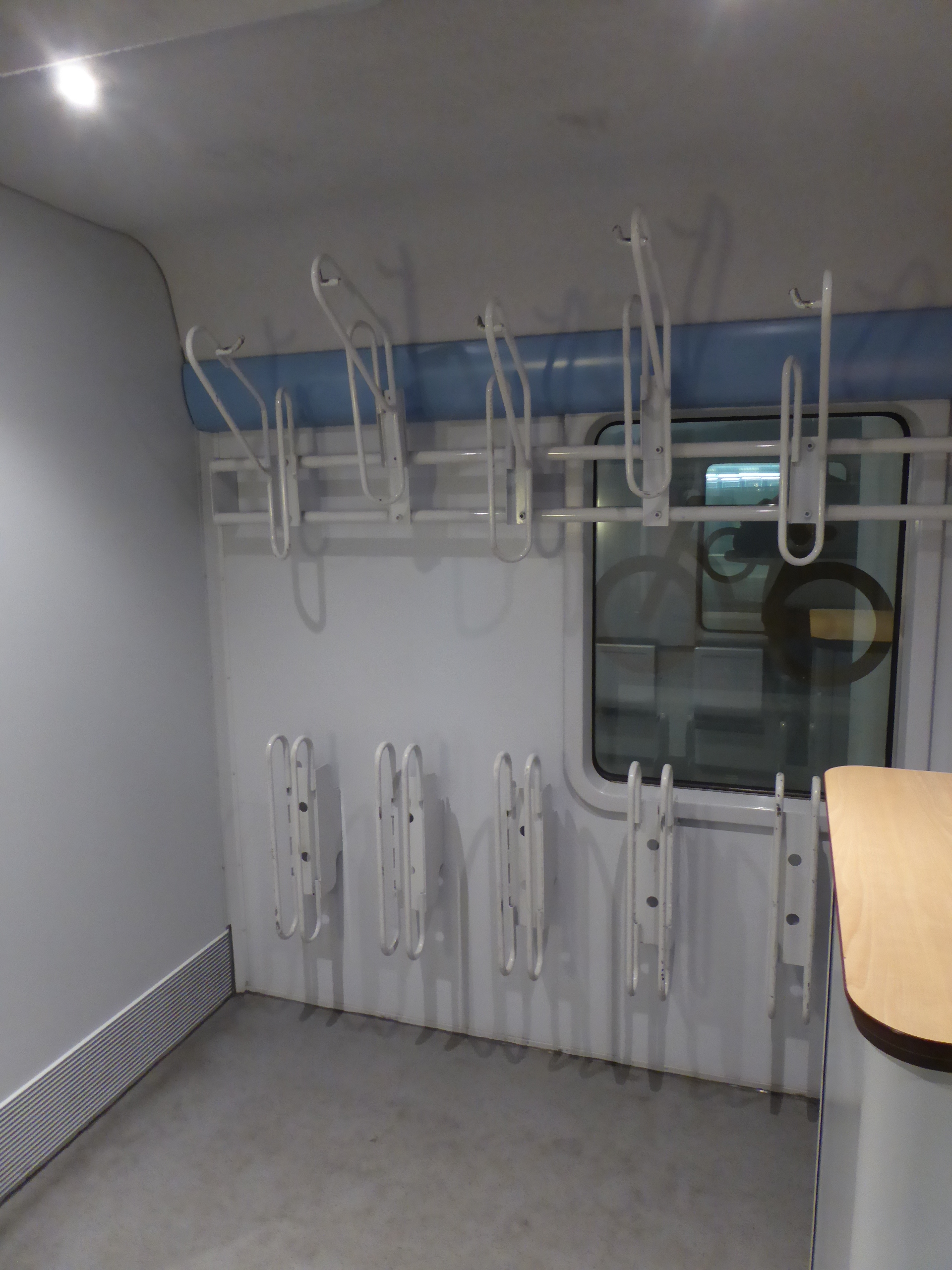
Intérieur compartiment vélo intercités Corail ex Teoz
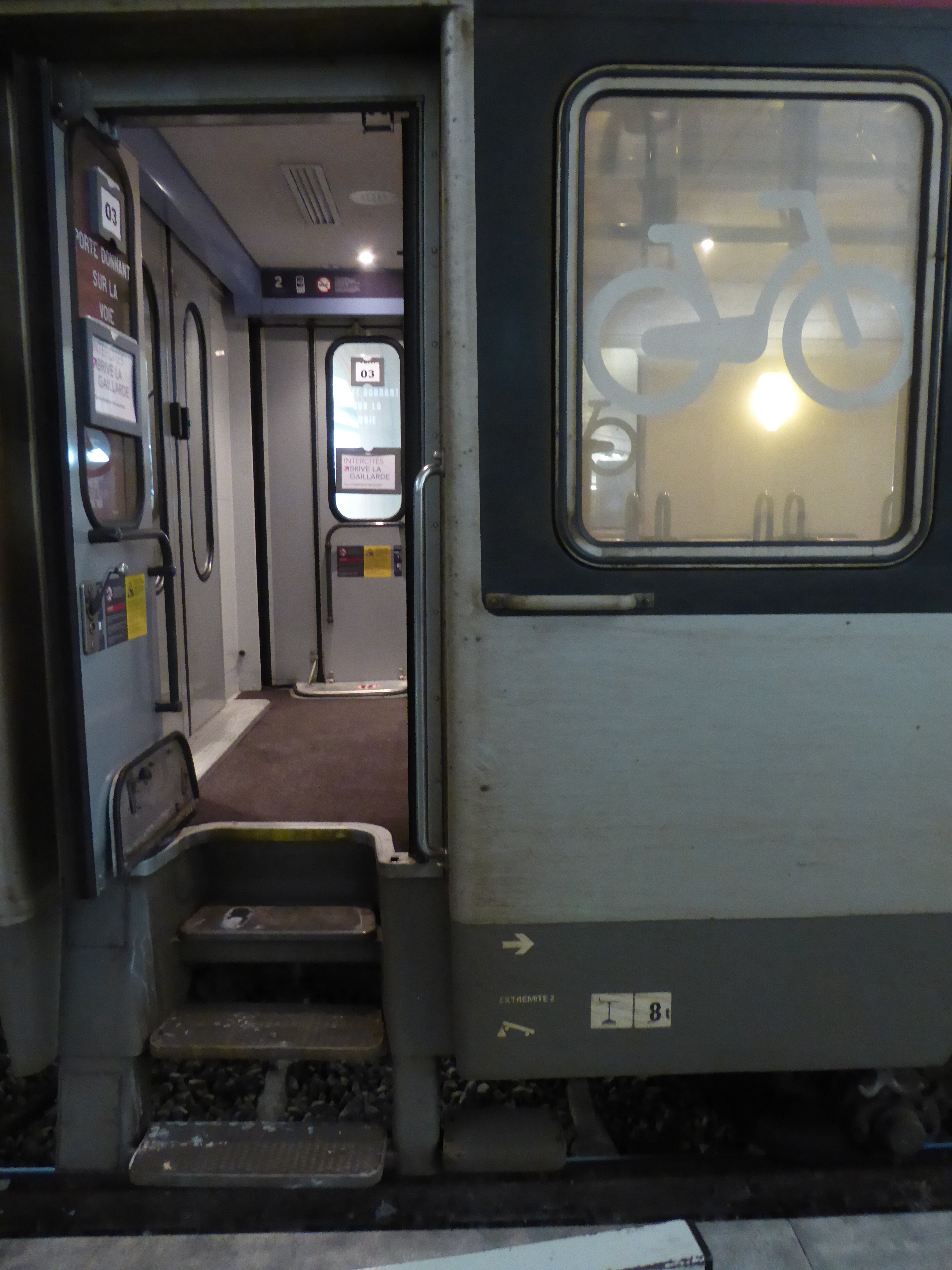
Entrée voiture Corail ex-Teoz
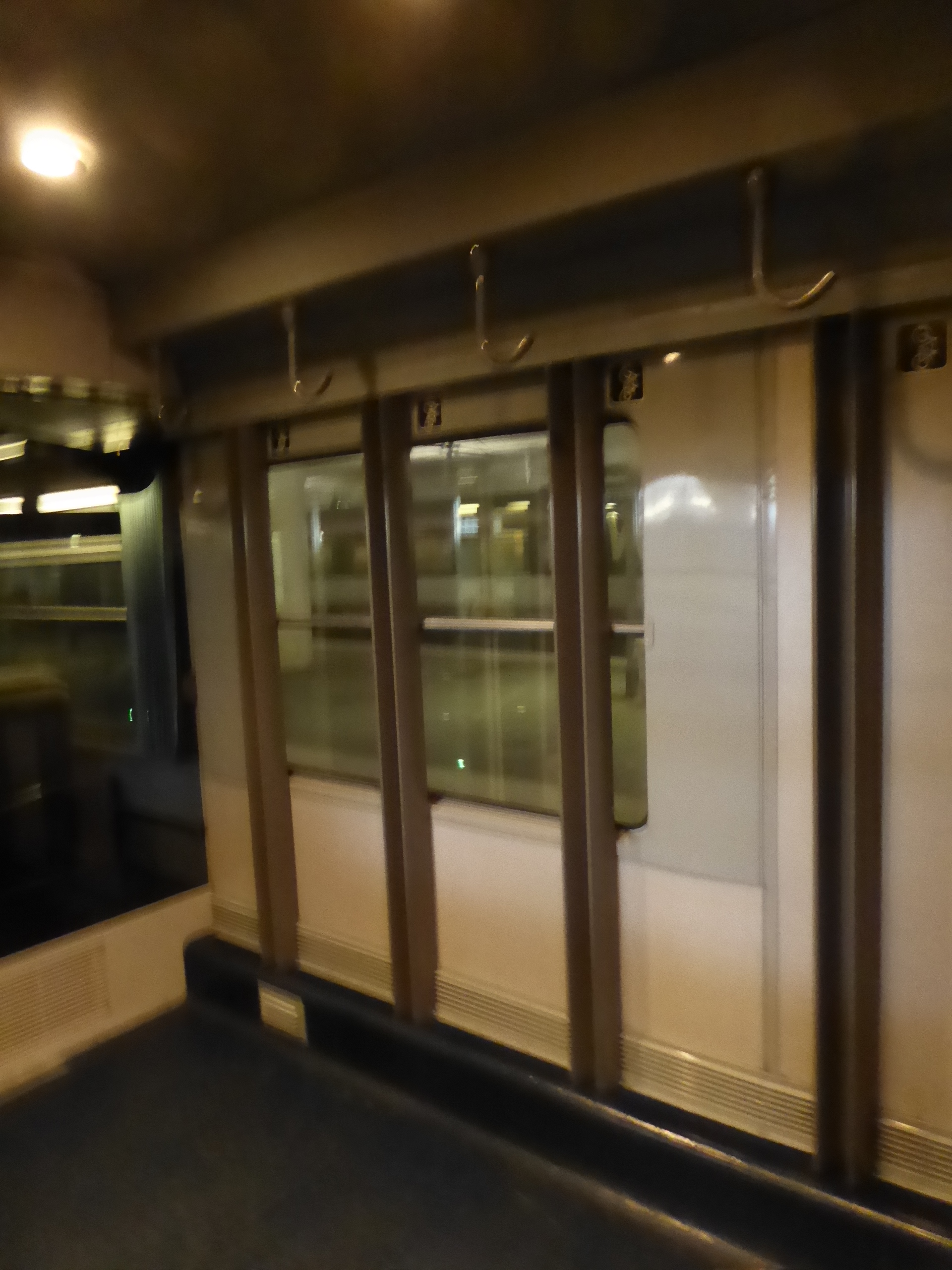
Compartiment vélo TER centre

Les trains de nuit composés de voitures Corail rénovées de 2004 à 2009 pour la mise en place du service Lunéa comportent un compartiments pour 6 vélos placés horizontalement dans la voiture-services. Ce service se limite en 2018 aux lignes Paris-Briançon et Paris-Toulouse-La Tour de Carol.

#### TGV
Les rames TGV Atlantique comportent des emplacements pour 2 vélos placés horizontalement contre les strapontins dans un compartiment de 2ème classe derrière la motrice  dans une voiture d'extrémité dont l'autre partie est en 1ère classe. Ces emplacements étaient réservables pour 4 vélos. Ce nombre a été limité à 2 en 2017. Cette capacité est insuffisante pour des trains qui desservent des régions touristiques. En période de pointe, ces trains sont donc souvent complets pour les cyclistes.
Les rames TGV Sud-Est circulant jusqu'en 2019 sur l'axe TGV Nord comportent un compartiment vélos-bagages à 4 suspensions verticales  en face de casiers à bagages sur la paroi opposée, également en extrémité derrière la motrice. Les trains circulant à 2 éléments disposent donc de 8 places-vélos. La fréquence des TGV-Nord étant élevée (cadencement à l’heure sur Paris-Lille) cette capacité semble suffisante.

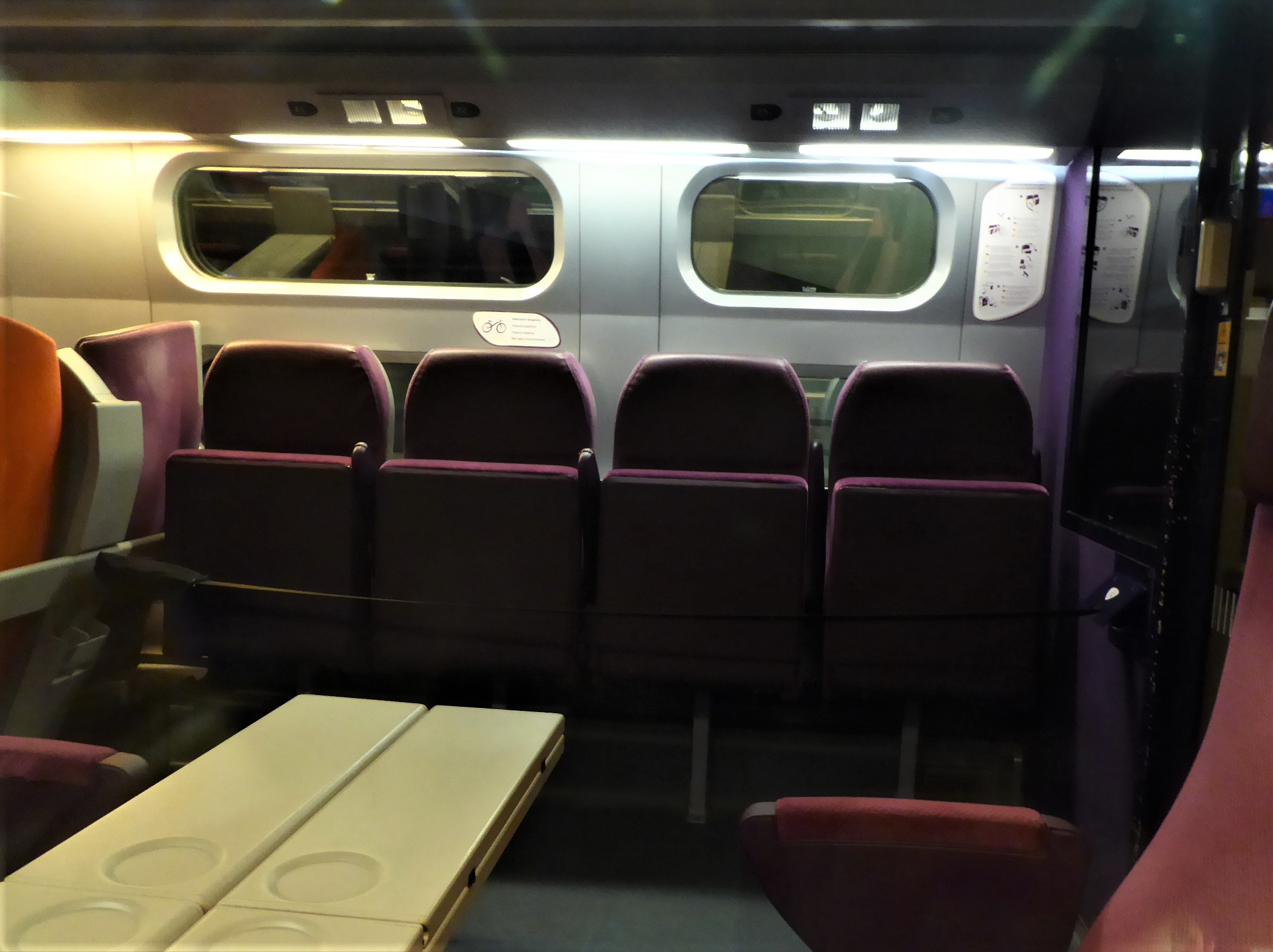
Places vélos dans TGV Atlantique
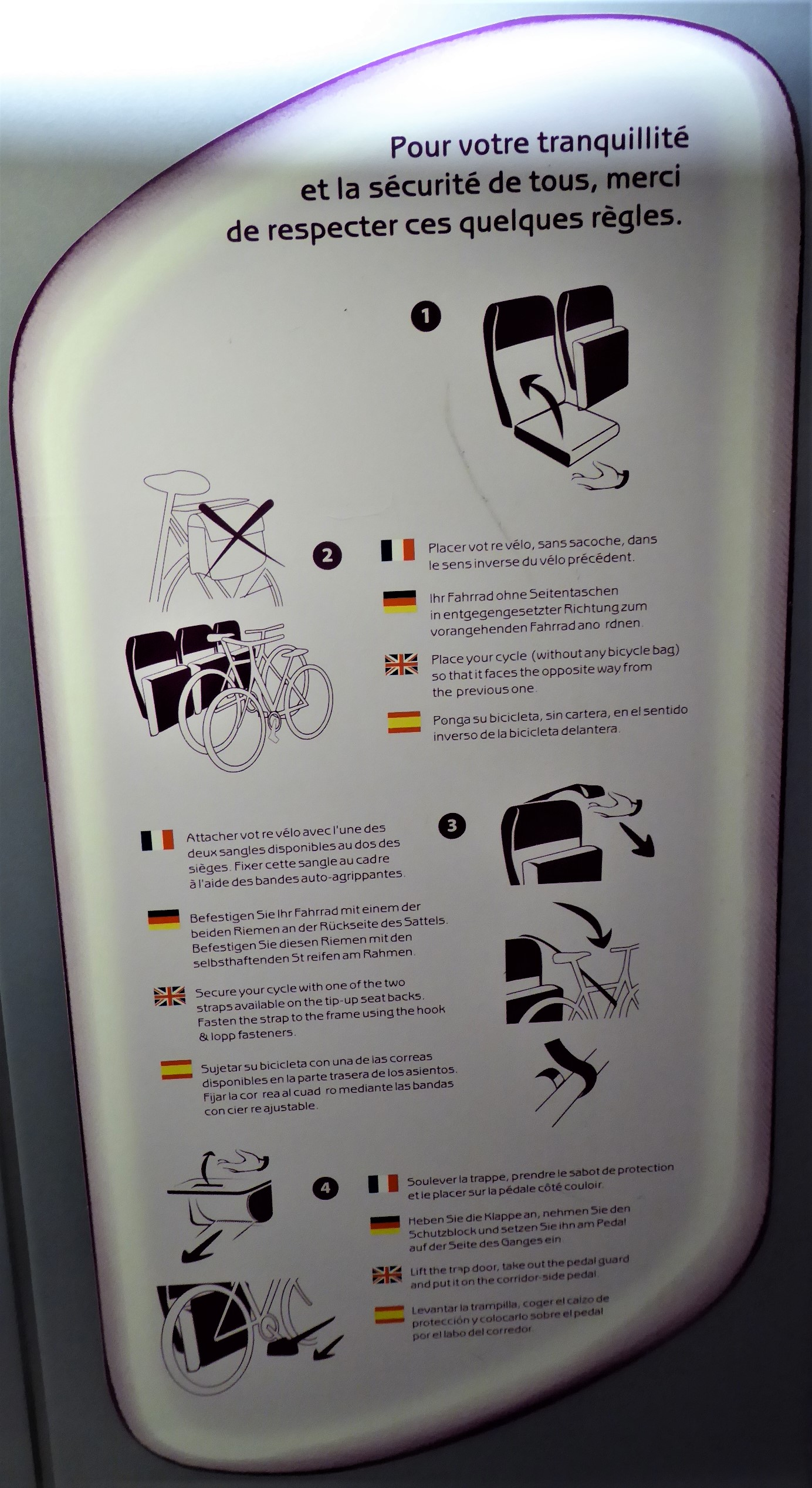
Inscription dans TGV Atlantique
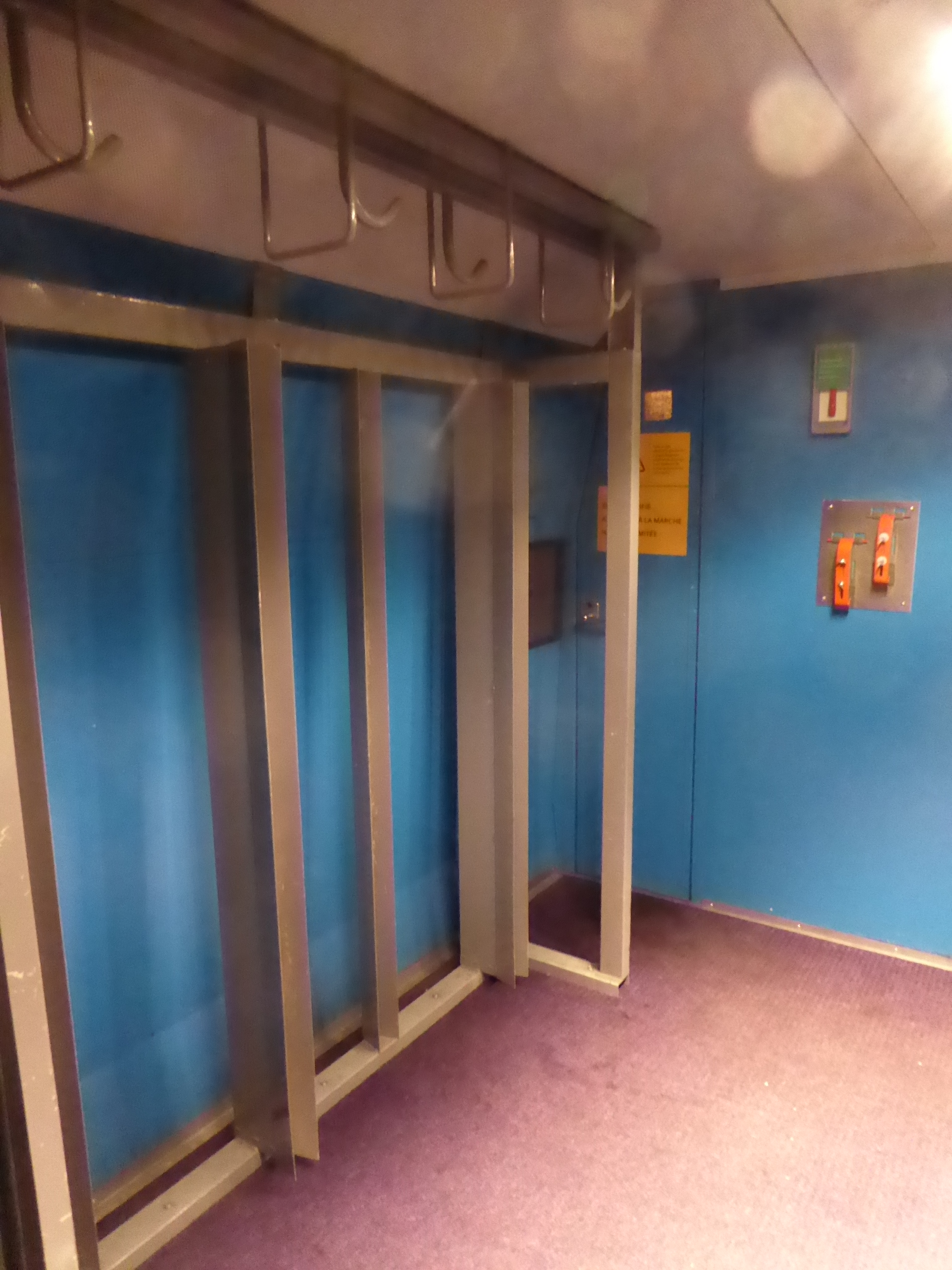
Compartiment vélos-bagages dans TGV Nord
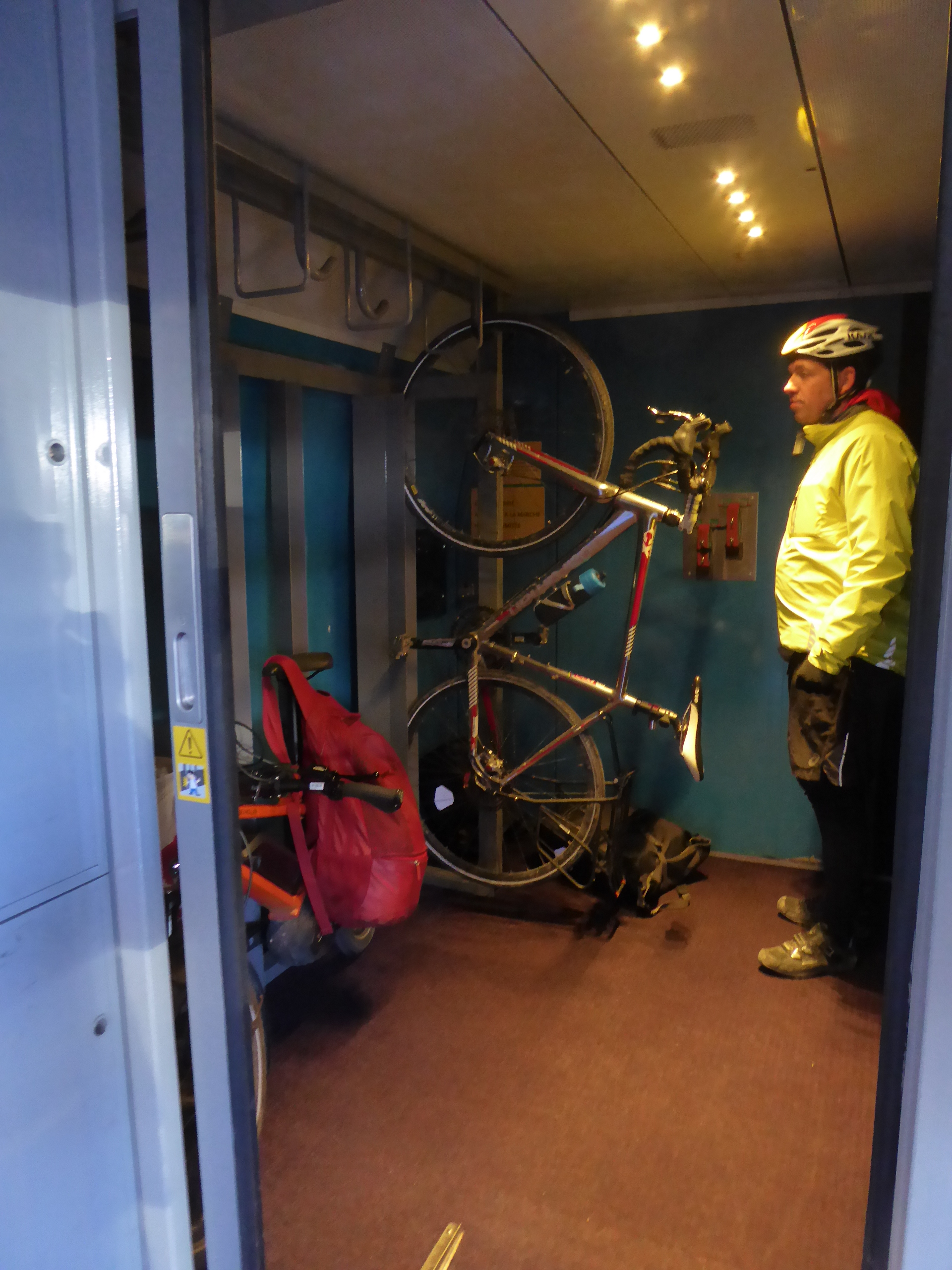
Vélo dans TGV Nord

Les TGV Duplex ne sont pas encore accessibles en 2018 contrairement à ce qui avait été annoncé en 2013 aux associations cyclistes . Le remplacement des rames à un niveau disposant de places vélos contre les strapontins par ces rames Duplex depuis décembre 2017 interdit l'accès aux vélos non-démontés sur les liaisons TGV intersecteurs et Est. En revanche, les rames TGV Euroduplex Océane qui remplacent les Atlantique depuis 2017 sont elles aussi équipées de deux places vélos.
Les emplacements des espaces-vélos étant parfois éloignés sur les rames Corail et TGV, il est conseillé dans les gares de passage de consulter le tableau de composition des trains quand il en existe ou de se renseigner, en tout cas d'arriver quelques minutes à l'avance. Pour les trains à réservation obligatoire (TGV et Intercités ex Téoz) le numéro de la voiture vélo figure sur le billet.

#### Autorails et rames automotrices
Des automotrices formant des rames à 2 caisses construites au début des années 1980 circulant dans les régions du sud de la France comportent des espaces vélos d’accès assez malcommodes.
Les petits autorails circulant principalement sur les lignes secondaires à portes larges et plancher bas comportent des espaces à 3 crochets isolés ou entre strapontins en face de sièges sur la paroi opposée.
Les trains Corail non rénovés sont progressivement remplacés par des rames automotrices de construction récente facile d’accès avec plancher bas et portes larges.
A l’intérieur, l’agencement des places vélos est divers : espaces avec plusieurs crochets pour suspension verticale indépendants ou entre strapontins (Regio 2N), d'autres avec placement horizontal à capacité individuelle limitée mais nombreux, répartis sur l’ensemble de rames Régiolis.

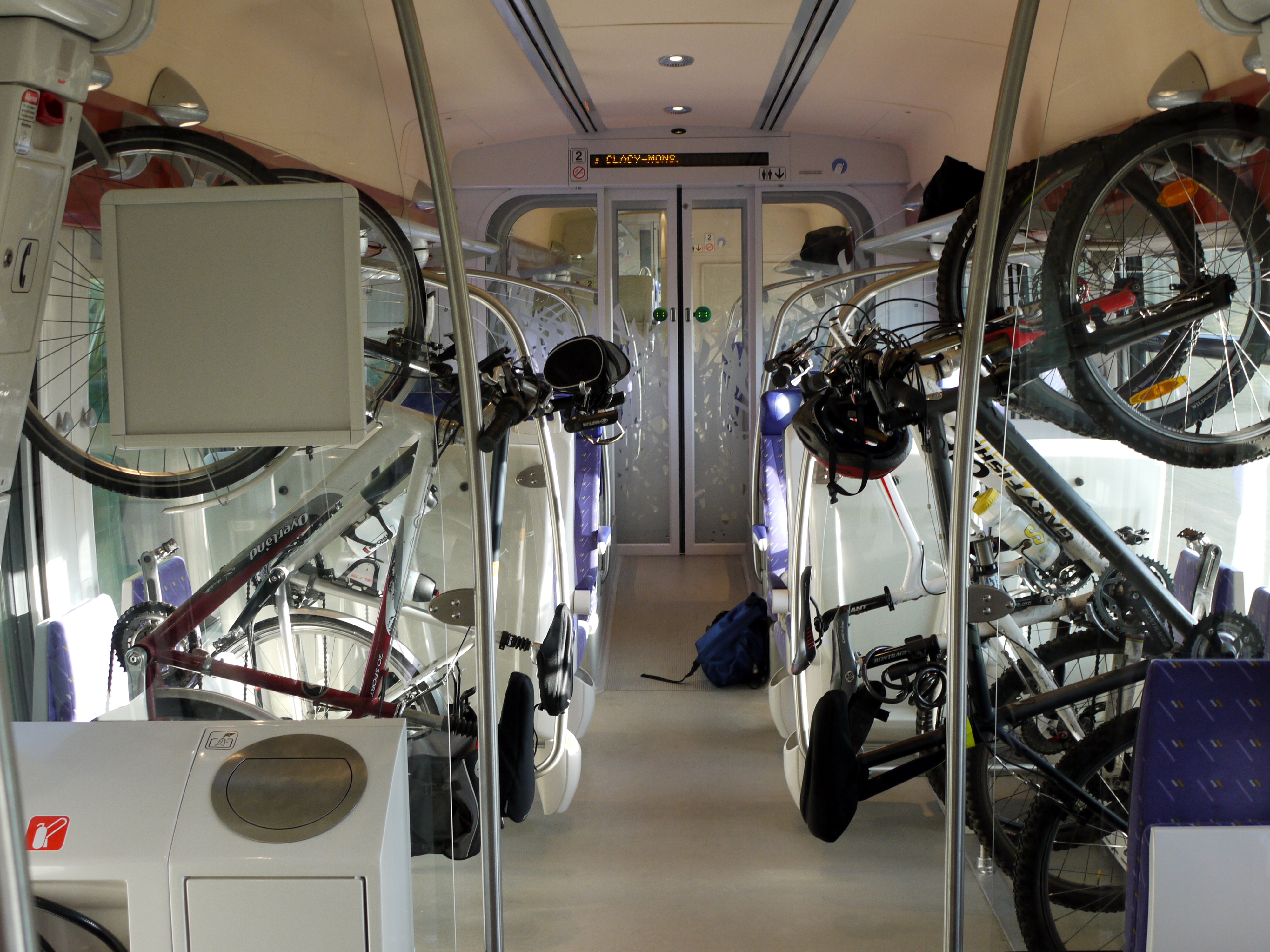
Emplacements vélos sur train Paris-Laon matériel X 76500
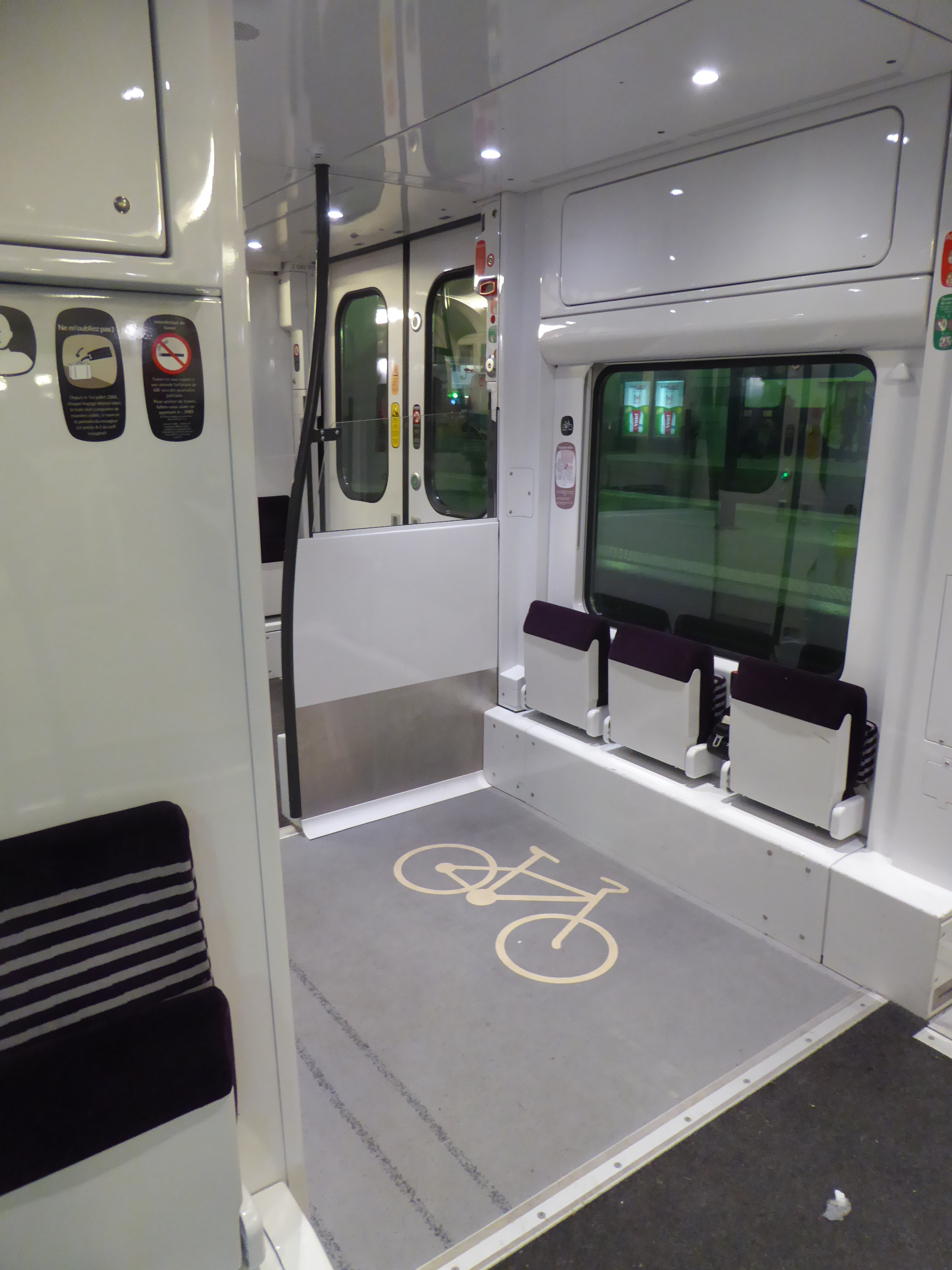
Place vélos dans rame récente
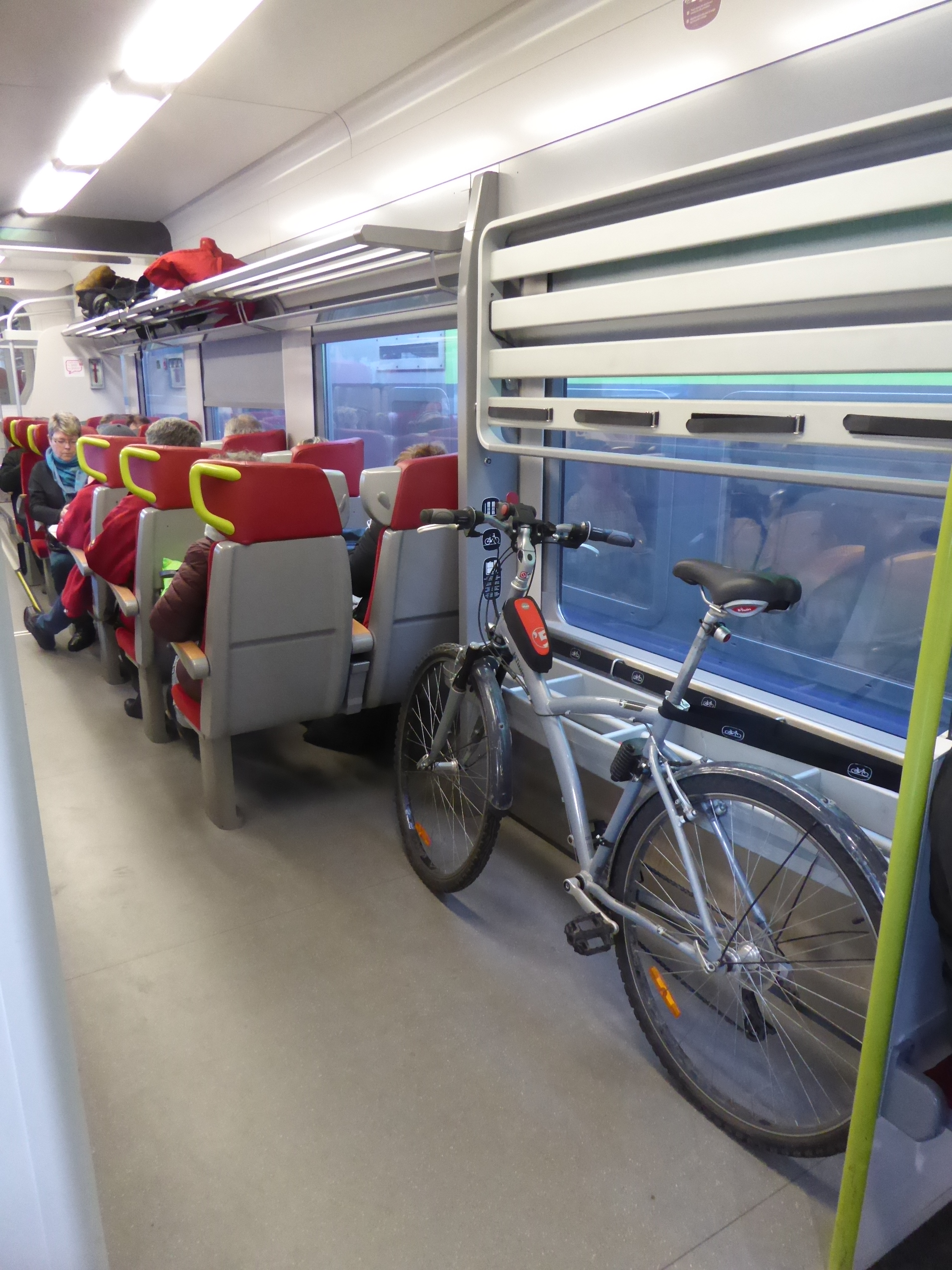
Emplacement vélos rame Régiolis

#### Île-de-France
La majorité du  matériel des RER Transilien ne comporte pas d'espaces dédiés. Cependant, les plateformes des voitures des rames à 2 niveaux permettent de placer des vélos sans gêner les voyageurs en dehors des heures de grande affluence et  les rames circulant sur les RER A et E comportent également de nombreux espaces libres de sièges répartis sur l'ensemble des convois. Les rames du  RER B comportent des plateformes en extrémités signalées par un logo vélo.
Les rames de la série récente Z 50000 mise en service sur le réseau Transilien  comportent des espaces vélos dédiés exigus mais, en pratique, d'autres emplacements dégagés permettent de caser les bicyclettes sans difficulté et sans gêner les voyageurs en dehors des heures d'affluence.

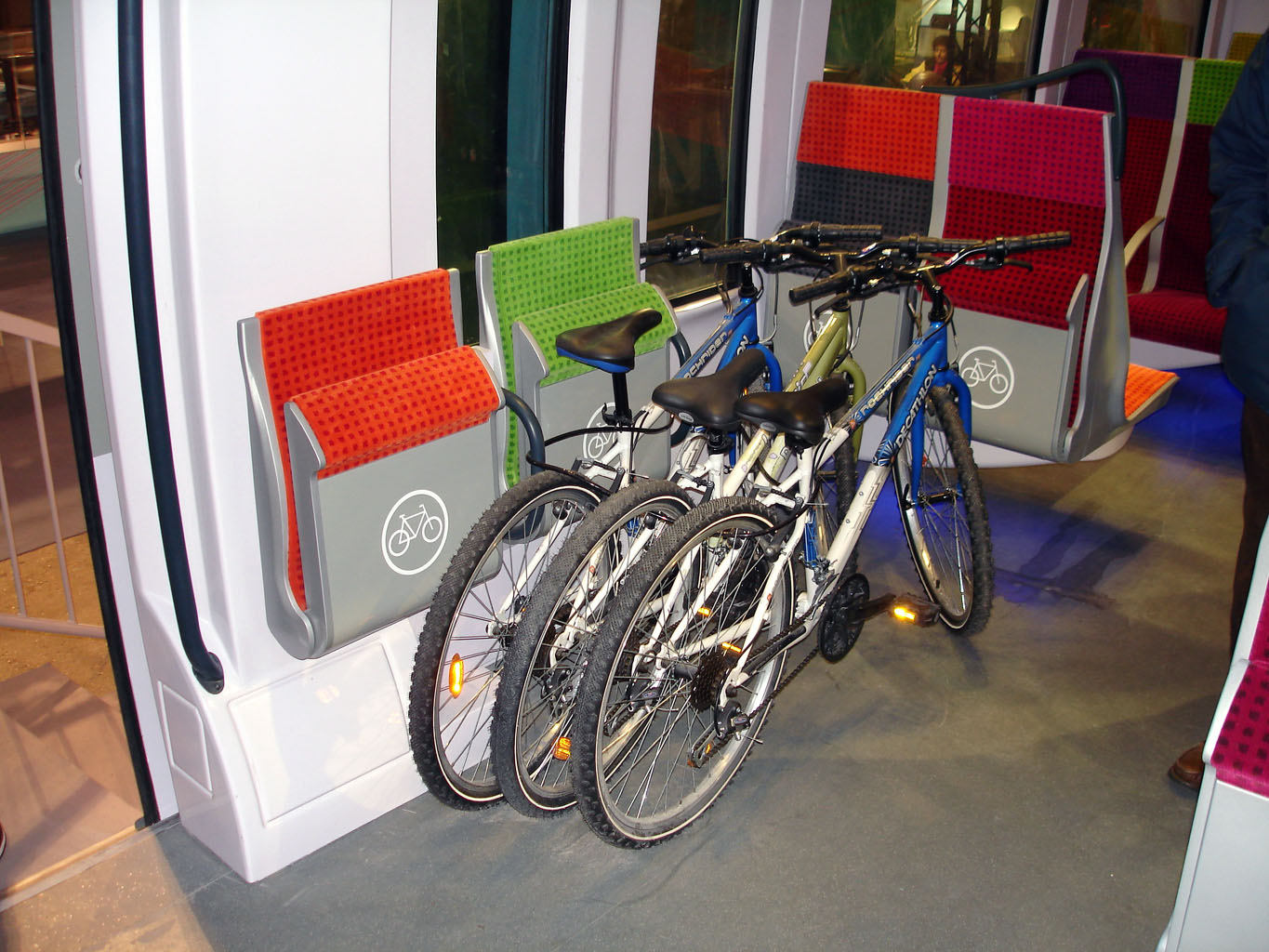
Transilien Z 50000
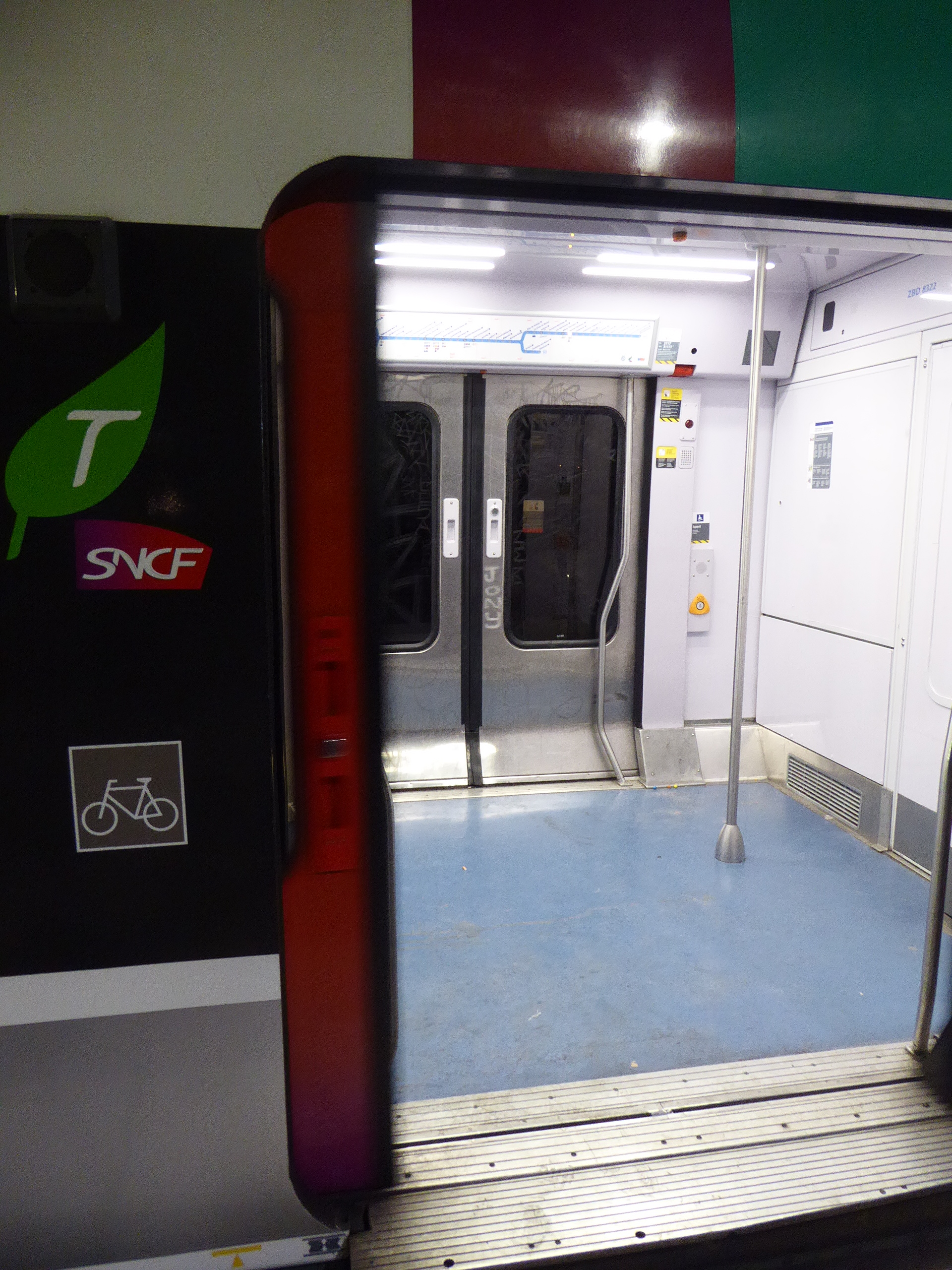
Plateforrme RER B

#### Agencement des gares
Les gares principales comportent souvent des ascenseurs ou des rampes mais l'accès au quai dans les stations moins importantes nécessite généralement de passer par des passages souterrains ou supérieurs avec escaliers.

### Enlèvement-Livraison à domicile
Ce service existant de longue date (dès 1898 à Paris), étendu ensuite à toute la France était peu coûteux jusque dans les années 1980 (39 F en 1979). Le tarif s’élevait à 80 € en 2012 (27,50 € en Allemagne en 2018) et à 90 € en 2020.
En 2020, en France, l’enlèvement-livraison d’un vélo à domicile peut être commandé par le site.

### Information
Le guide train et vélo n'est plus réédité depuis 2004 et les documents imprimés qui étaient diffusés dans les gares ont, pour la plupart, disparu. 
Les fiches horaires des lignes régionales sont disponibles sur le site TER de chaque région.
Pour des parcours plus étendus comprenant normalement des parties en TGV sans emplacement pour vélos non démontés, ou nécessitant de nombreuses correspondances, le site de la SNCF donne la réponse suivante : « Nous ne trouvons pas de train où il est possible de voyager avec votre vélo non démonté. Veuillez modifier votre recherche. »
Cette information est disponible sur le site des chemins de fer allemands DB  qui indique les possibilités pour tous les parcours compris dans 14 pays d’Europe : Autriche, Belgique, Croatie, Danemark, France, Italie, Luxembourg, Pays-Bas, Pologne, République tchèque, Slovaquie, Slovénie et Suisse mais non ceux de l’Espagne et de la Hongrie.
Une recherche horaires sur ce site en cliquant sur le rectangle Autres options puis en cochant la case N’afficher que les relations avec transport de vélos permet d’obtenir les parcours entre toutes gares ouvertes à la desserte voyageurs dans cet ensemble géographique y compris les relations internationales par exemple Cracovie-Bayonne ou Prague-Venise. Les horaires avec les temps de correspondances sont indiqués.
Tous les parcours à longue distance avec un vélo-non démonté sont possibles mais beaucoup d’entre eux nécessitent de nombreuses correspondances, certaines de nuit ou avec des temps d'attente de plusieurs heures pour une durée totale  pouvant atteindre 2 ou 3 jours.
Pour la plupart de ces parcours internationaux ce site n’indique pas le prix sur les réseaux autres que ceux de la DB et se limite à la mention : « le tarif étranger est applicable » et ne permet pas l’achat du billet. 
Si la durée de la plupart des trajets est dissuasive pour une grande partie des relations directes, cette information est cependant utile pour les randonneurs itinérants, y compris pour des liaisons intérieures où la SNCF privilégie les TGV et n'indique les trains régionaux que pour les parcours terminaux. Il est en effet possible de traverser la France et même toute l'Europe avec son vélo non démonté par une succession de trains régionaux en l'absence de liaisons à grande vitesse.

## En Europe

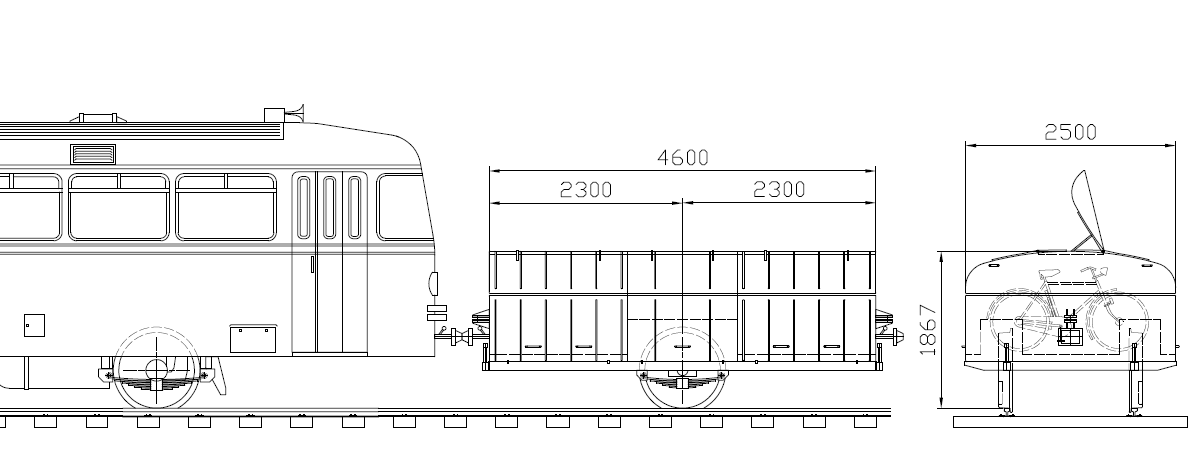

Les vélos étaient généralement transportés en bagages enregistrés placés dans les fourgons par les agents du service ferroviaire. Le volume de transport des vélos en train était important dans les années 1950 et 1960.
Ainsi, une série de remorques bagages-vélo à un essieu construites de 1952 à 1955, tractées par des autorails légers les Schienenbus, fut en service en Allemagne jusqu'en 1968.
Le remplacement de ce service en bagage enregistré par le placement direct de la bicyclette, le plus souvent moyennant un supplément, par le voyageur est une évolution générale dans les réseaux européens à la fin du XXe siècle .
Des matériels à grande capacité, fourgons ou vastes espaces dédiés, circulent dans les régions touristiques sur les réseaux d’Allemagne, Autriche et d’autres pays d’Europe centrale.
L'information sur les possibilités de transport des vélos non démontés sur l'ensemble des parcours à l'intérieur de 14 pays européens est disponible sur le site des chemins de fer allemands DB.
La Commission transport du Parlement européen a voté le 9 octobre 2018 un amendement pour que les trains neufs et rénovés comportent au minimum 8 places par rame pour les vélos non démontés et entend améliorer les droits des voyageurs en cette matière.

### Allemagne

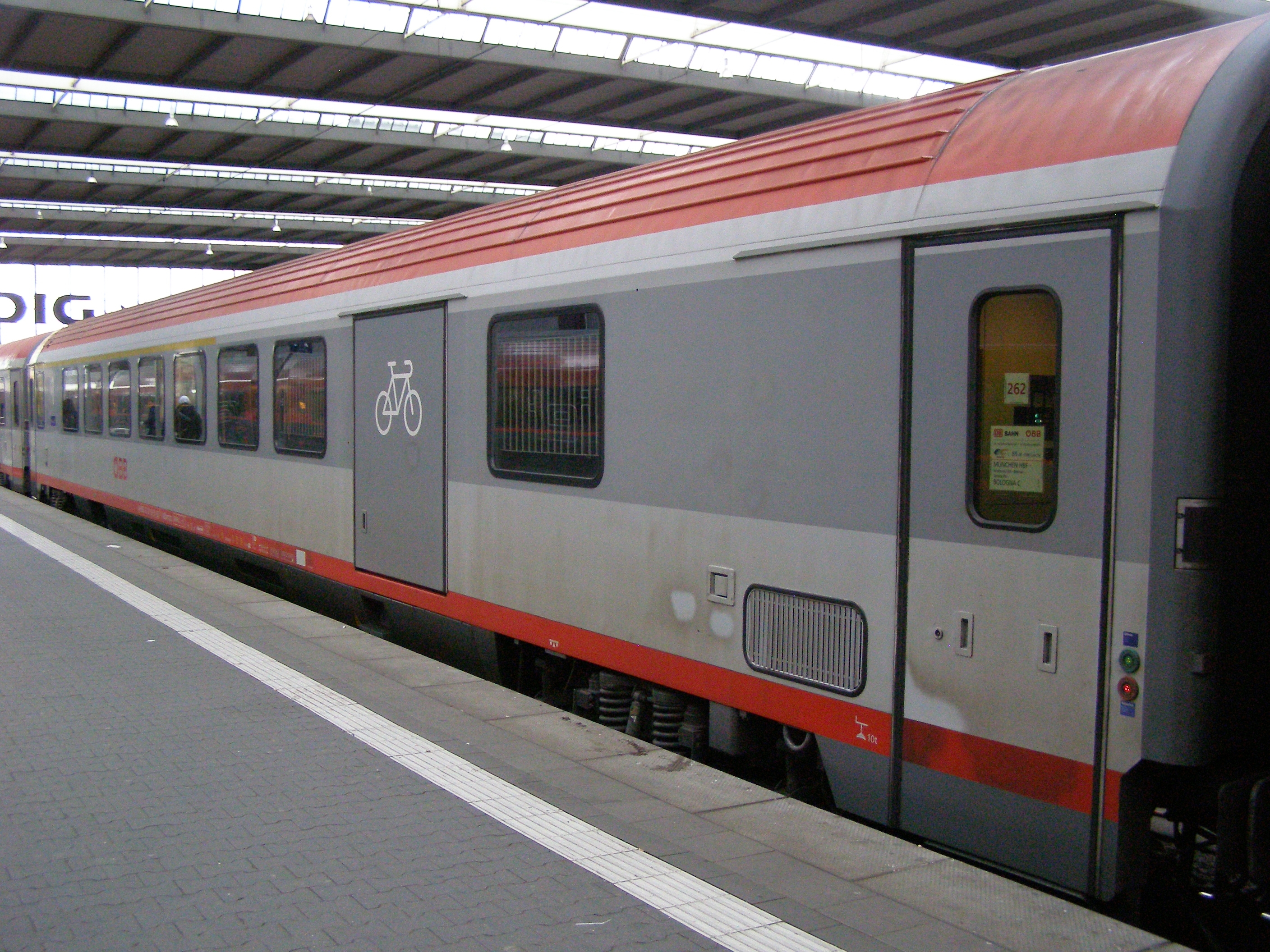
Fourgon-vélos à Munich

Les trains à grand parcours InterCity et EuroCity  transportent les vélos sur réservation la veille au plus tard. Le supplément est de 6 € avec la BahnCard, 9 € sans cette carte. Les ICE (équivalents des TGV) n'étaient pas ouverts aux vélos non démontés. Cependant la série la plus récente ICE 4 en construction comporte 8 places vélo. Les premiers éléments de ce nouveau matériel circulent depuis décembre 2017 sur la ligne Munich-Hambourg.
L’accès au transport des vélos est autorisé dans la plupart des trains locaux et régionaux. Les règles différent suivant les régions : transport gratuit ou avec supplément, avec ou sans restrictions horaires.
Les tandems et remorques sont généralement autorisés.
Pour les liaisons internationales de l’Allemagne à l’Italie, la Suisse, l’Autriche, la France, le Luxembourg, la Belgique, les Pays-Bas, le Danemark, la Tchéquie, la Hongrie, la Pologne et la Slovaquie une réservation de 10 € est nécessaire au départ de l’Allemagne. Au départ de France et d’Italie pour l'Allemagne, la réservation n’est pas possible. Cependant, en 2018 depuis la fermeture des TGV-Est au transport des vélos, les possibilités de relations avec la France sont, de fait, très restreintes.
Un service d’enlèvement livraison à domicile est proposé pour un tarif de 27,50 € en Allemagne (délai de livraison de 2 jours), pour les  liaisons internationales vers l’Autriche de 29,90 €, vers l’Italie et la Suisse de 49,90 € (délai 4 jours) .

### Suisse
Les vélos et les remorques de moins de 80 cm de largeur peuvent être transportées dans tous les trains. Certains trains et cars postaux nécessitent une réservation de 5 FS.
Les tandems et vélos couchés ne sont pas admis.
Le RER de Zurich est ouvert aux vélos en dehors des heures de pointe.
Les 9 parcours du réseau de véloroutes de la Suisse à vélo partent et arrivent tous d’une gare et prévoient diverses combinaisons avec étapes train et vélo.

### Belgique
Le transport de vélo pliable est gratuit. Le transport de vélo, tandem et remorque est possible sans restriction horaire avec une carte de 4 € pour un trajet simple sur tout le réseau SNCB en Belgique ainsi que les trains internationaux classiques vers Lille, Maastricht, Maastricht-Randwyck, Eijsden, Roosendaal et Aachen.
Pour le transport de vélos (sans réservation) dans les trains internationaux EuroCity et EuroCity Direct vers les Pays-Bas, et pour les connexions internationales vers toutes les gares dans ce pays, il y a un tarif spécifique.
Le transport de vélos sur le ICE International Bruxelles - Francfort est possible, avec réservation, depuis août 2024.

### Autriche
Les trains de nuit Nightjet vers l’Allemagne, l’Autriche et la Suisse acheminent les vélos moyennant un supplément-réservation.
Cependant, le nombre de places vélos limité à 6 dans ces trains, réduit par rapport  à celui du service CityNight auparavant assuré par la DB ne suffira pas à répondre à la demande. L’aménagement d’espaces multiservices permettrait d’augmenter cette capacité.
Pour les autres trains, les conditions sont proches de celles de l’Allemagne.

### Italie
Les trains internationaux à destination de la Suisse transportent les vélos non démontés moyennant un supplément de 12 € qui peut être réglé à bord.
Les trains nationaux ne transportent pas les vélos non démontés.
Les trains régionaux marqués de l’icône vélo les acceptent moyennant un supplément de 3,5 €.

### Espagne
Les trains AVE (trains à grande vitesse) ne sont accessibles qu’aux vélos démontés sous housse. Les vélos non démontés peuvent être transportés dans les trains régionaux ou à moyenne distance.

## En Amérique du Nord

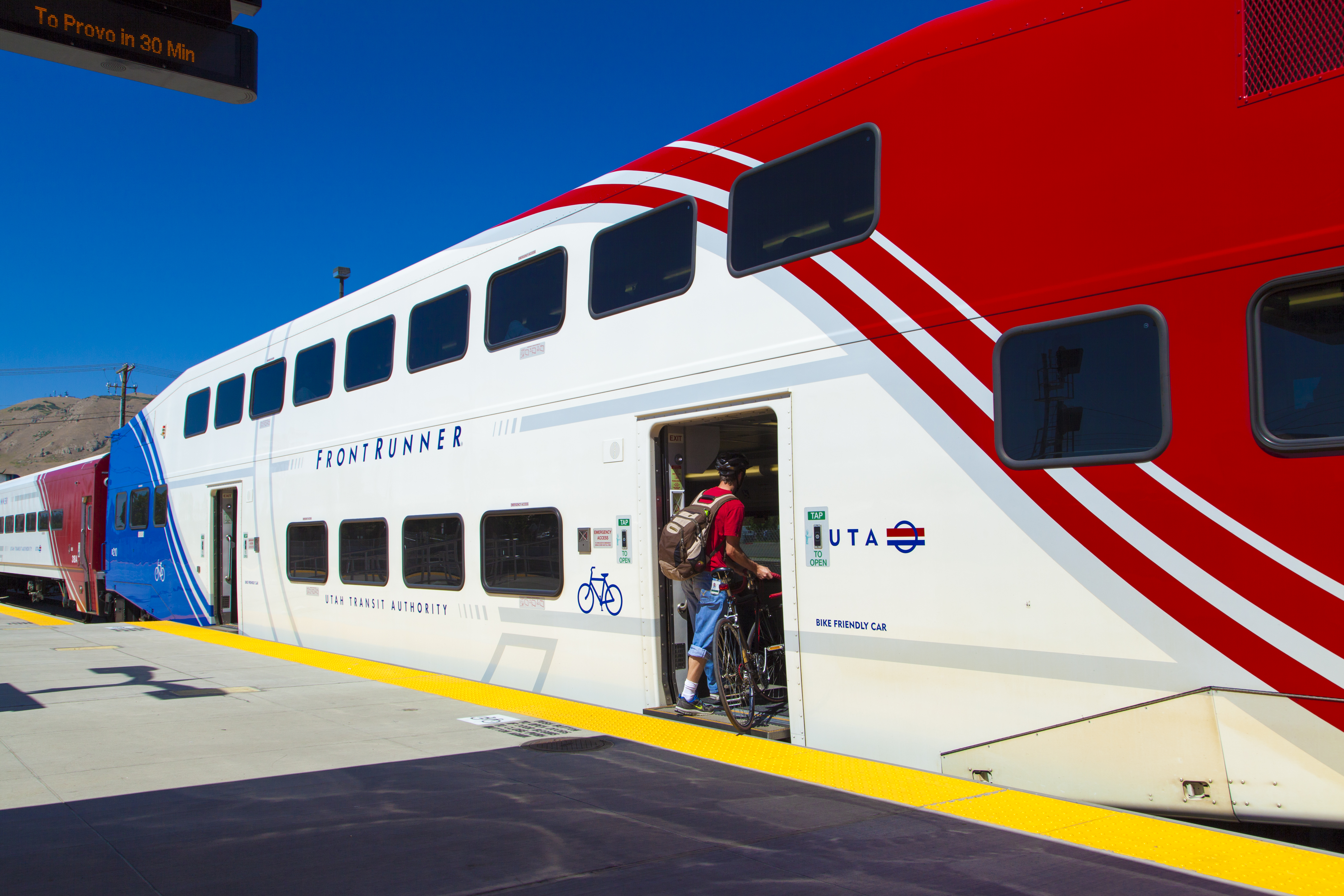
Voiture-vélo Bombardier

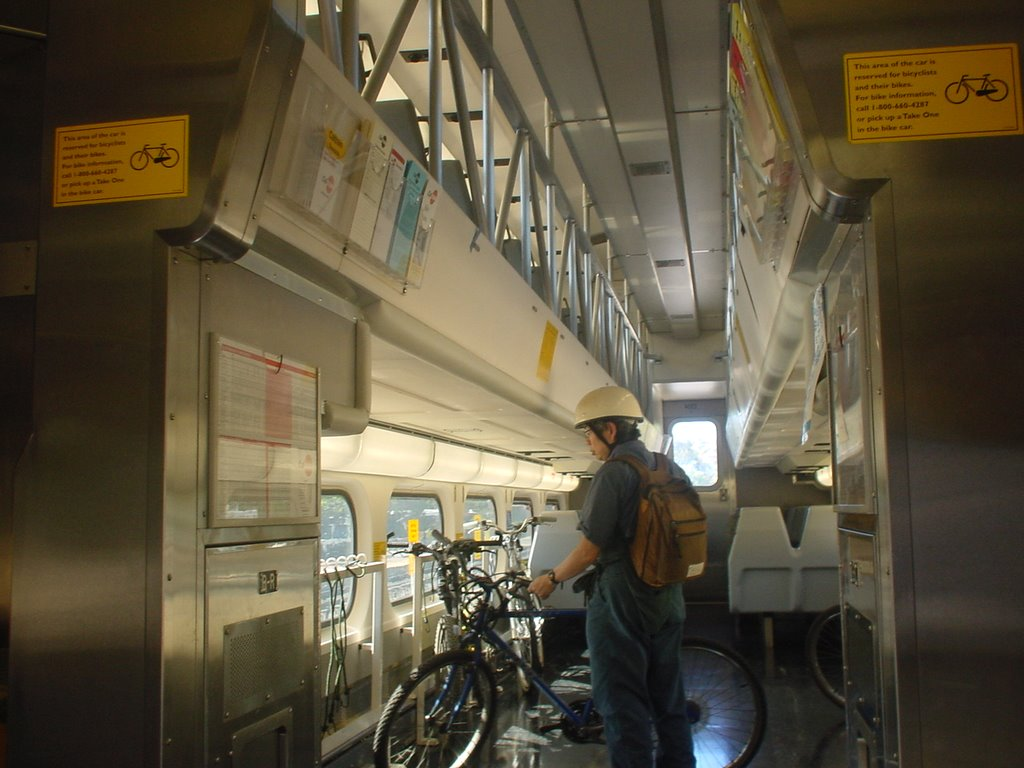
Fourgon à vélos

Le service ferroviaire à longue distance, relativement peu développé en Amérique du Nord, est exploité par la compagnie Via Rail au Canada et Amtrak aux Ètats-Unis
La plupart des trains Via Rail comportent des fourgons avec des supports vélos.
Dans les trains sans support-vélos, la bicyclette doit être placée dans une boîte vendue 20 $.
La plupart des trains d’Amtrak transportent les vélos, la majorité sur réservation de 10 ou 20 $  en bagages enregistrés placés par le personnel dans les fourgons ou dans d’autres trains en accès libre dans la limite des supports disponibles.
La plupart des réseaux de banlieue d’Amérique du Nord sont  accessibles aux cyclistes.

### Sites externes
France
- - SNCF voyager avec votre vélo
- - CycloTransEurope Voyager en train avec son vélo : guide 2020
- - FUB intermodalité vélo-train

̈Allemagne
- DB itinéraires et réservations
- ADFC - Chronologie der Fahrradmitnahme
- ADFC - Infos für Reisende

Belgique
- voyager avec un vélo

Italie
- - Trenitalia le transport des vélos